# Khirbet Qana

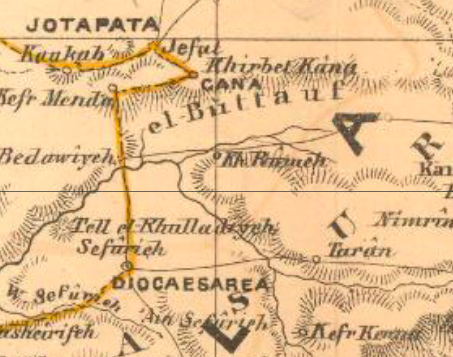
Mapa que ilustra la ubicación de Caná en Khirbet Qana (en la parte superior), y que contiene también Kafar Kanna (inferior), según la obra de 1841 de Edward Robinson Biblical Researches in Palestine. Robinson escribió: "Los monjes de hoy en día, así como todos los viajeros recientes, encuentran el Cana del Nuevo Testamento, el lugar donde Jesus convirtió el agua a vino, en Kafar Kanna... Ahora bien, en la medida en que la persistencia de un nombre antiguo entre la gente común puede ser evidencia para la identidad de un lugar antiguo —y yo mantengo que es el más fuerte de los testimonios cuando, como en nuestro caso, no sucede por influencias externas, sino precesiamente en oposición a estas—, el peso de la evidencia está en favor del Kanna el-Jelil del norte como el verdadero lugar del antiguo Caná de Galilea. El nombre es idéntico, y se mantiene igual en la versión árabe del Testamento Nuevo; mientras la forma Kafar Kanna sólo convertirse en una forma similar retorciéndose".

Khirbet Qana (en árabe: خربة قانا‎), es un yacimiento arqueológico en la Galilea Baja de Israel. Tiene restos de una población del período helenista hasta al árabe temprano. Se ha relacionado con las Bodas de Caná en el Testamento Nuevo.

## Identificación del sitio
Khirbet Qana es una de las ubicaciones posibles de la ciudad bíblica de Caná, donde Jesus convirtió el agua en vino durante la celebración de unas bodas. Algunos mapas trazados por los cruzados se han utilizado como evidencia para realizar esta identificación. Los escritos de Bucardo de Monte Sión también ha identifican Khirbet Qana como Caná, y otro tanto hacen los textos de otros peregrinos cristianos medievales, incluido el mercader inglés Seawulfo en el siglo XII.
En el siglo XVII, Francisco Quaresmio llegaba a la conclusión que la ciudad de Caná no habría que buscarla en Khribet Qana, sino en Kafar Kanna, ya que en este último lugar había una iglesia, mientras que en Khirbet Qana no. Puede ser que el hecho de que el camino principal de Séforis a Tiberíades pase por Kafar Kanna (quedando Khirbet Qana algo lejos), puede haber sido un factor decisivo para este cambio en la identificación de Caná. También el geógrafo-historiador Samuel Klein identifificó Kafar Kanna con Caná de Galilea, mientras pensaba que las ruinas de Khirbet Qana eran el antiguo poblado mencionado por la Tosefta  (t. Kelim 11:2) Kefar 'Aris (en hebreo, כבר עריס) o, como la llamaría  Flavio Josefo en La Guerra de los Judíos, Garis (en griego: Γαρεις).
Actualmente, los estudiosos otra vez están considerando con seriedad la posibilidad de que Khirbet Qana fuese el lugar del Caná mencionado en el Nuevo Testamento.

## Descripción de yacimiento arqueológico
Khirbet Qana está localizado en un cerro de unos 100 metros de altura en el lado del norte del valle de Beit Netofa.
Las excavaciones han revelado que Khirbet Qana estuvo habitado desde la época helenística hasta el período árabe temprano. Khirbet Qana estaba densamente poblado, aunque el pueblo era pequeño, centrado principalmente en la agricultura.
La ciudad, no amurallada, estaba parcialmente construida a las laderas del montículo. Los arqueólogos han identificado 3 tipos de casas en Khirbet Qana: casas adosadas, localizadas en las laderas de la colina, casas con patio lateral y casas de patio central. Las casas adosadas estaban localizadas en las pendientes oriental y occidental de la colina, más empinadas, mientras casas de patio lateral estaban sobre todo en el área más plana del norte; por fin, las con patio central se encontraban en las áreas más planas del pueblo, en la cumbre.
Además de casas residenciales, Khirbet Qana tenía una sinagoga judía que se remonta al s. I o inicios del II con adiciones posteriores (como la bemá del s. VI), un complejo bizantino más tardío (posiblemente una “cueva venerada”), y una serie de tumbas. Hay también alguna evidencia de un edificio monumental en la cumbre de la colina, quizás una sinagoga. En ella, se encontró un fragmento de fresco.

## Cristianismo
La así llamada por los arqueólogos "cueva venerada" (veneration cave) era un lugar de culto cristiano. Consistía en un complejo de cuatro cuevas. La cueva principal tiene paredes y piso cubiertos de yeso. Hay en las paredes algunos graffiti e inscripciones, muchos de ellos cristianos. A lo largo de las paredes de la cueva principal hay bancos, y al norte de la cueva parece ser que podía haber un altar formado a partir de la tapa de un sarcófago adornado con una cruz. Había también dos recipientes de piedra, uno estaba todavía in situ, mientras que del otro solo quedaban la huella marcada en el yeso. La datación de carbono 14 de dentro de las cuevas revela que cueva experimentó un renovado religioso uso durante el periodo de las Cruzadas: al oeste de la cueva se añadió un banco, y se renovó el estuco de las paredes y del suelo. Este periodo (que el carbono 14 data de 1024-1217) habría sido la última fase de uso. El altar y los dos recipientes de piedra parecen indicar que en tiempo de los cruzados por lo menos la cueva se utilizaba como recuerdo del milagro acontecido en las Bodas de Caná.

## Artefactos
En el lugar se han encontrado abundantes monedas y cerámica. Las monedas son principalmente de la época asmonea. Había, entre otras piezas de cerámica, un óstraco escrito en arameo, la lengua hablada en Galilee tiempos de Jesús.

## Industria
En Khirbet Qana se encontaron edificios industriales en las afueras de la ciudad, incluyendo instalaciones para criar palomas, prensas de aceituna, tinte de tejidos, y fabricación de vidrio. También se hallaron más de 60 cisternas.
La cerámica hallada en Khirbet Qana procede de los cercanos pueblos de Shikhin y Kefar Hananya, lo cual muestra que comercio en Khirbet Kana habría sido en gran parte local o regional. Los campos de cultivo en el lado del oeste de Khirbet Qana, junto con los registros de impuestos, sirven de evidencia que la economía de Khirbet Qana se apoyaba, principalmente, en la agricultura.

## Habitantes
Las excavaciones de la sinagoga y de santuario cristiano revela que Khirbet Qana tuvo población de ambas religiones. Por lo menos en los períodos más antiguos, como el helenístico y romano, sería una ciudad judía o mayormente judía. Las monedas encontradas en el sitio sirve de evidencia de que Khirbet Qana estaba bajo la influencia asmonea en el siglo I a. C., aunque hasta el momento no ha sido encontrado ningún edificio de esta época.
La ausencia de monedas de los siglos IV y V pueden indicar una disminución de habitantes en Khirbet Qana. Sin embargo, hay evidencias de que durante el periodo bizantino tardío (siglos V a VII) la ciudad se expandió. La moneda más tardía encontrada en Khirbet Qana es del 613, por lo que se puede afirmar que el lugar fue abandonado durante la primera mitad del siglo VII, cuando Galilea experimentó la invasión (614) y reconquista (628) de Persia, poco antes de la conquista árabe (639).
La acrópolis en Khirbet Qana, sería ocupada una vez más probablemente hacia finales del s. VII por pocas décadas, de lo cual da testimonio la cerámica árabe encontrada en el área y algunas renovaciones en el edificio público de la acropolis.
Finalmente, se puede afirmar sin duda que durante el tiempo de las Cruzadas el lugar recibía visitas de peregrinos cristianos, como atestigua la renovación de la cueva venerada, aunque no está claro si en el mismo período la ciudad fue habitada de nuevo por cristianos.